# Йокипакка, Юрки
Юрки Йокипакка (фин. Jyrki Jokipakka; род. 20 августа 1991, Тампере, Хяме) — финский хоккеист, защитник клуба «Адлер Мангейм». Выступал за сборную Финляндии.

## Биография
Воспитанник местного клуба «Ильвес», в 2010 году дебютировал в Финской хоккейной лиге. Провел несколько матчей за дубль клуба, «Лемпаан Киса».
На драфте НХЛ 2011 года был выбран хоккейным клубом «Даллас Старз» в седьмом раунде под общим 195-м номером. На драфте КХЛ 2011 года был выбран под 134-м общим номером хоккейным клубом Авангард. В сезоне 2013/14 играл в АХЛ за фарм-клуб «Далласа», «Техас Старз». В НХЛ дебютировал 24 октября 2014 года против команды «Нью-Джерси Девилз».
В 2017 году перешёл в клуб КХЛ «Сочи». В 2019—2022 годах играл за «Сибирь». Последний матч за «Сибирь» провёл 2 марта 2022 года. Всего в КХЛ сыграл 242 матча и набрал 105 очков (24+81) при показателе полезности -2. В плей-офф КХЛ сыграл 16 матчей и набрал 8 очков (2+6).
В сезоне 2022/23 выступал за финский «Ильвес». С сезона 2023/24 играет за немецкий «Адлер Мангейм».
За сборную Финляндии выступал на чемпионате мира 2015 года.

## Достижения
- участник матча звёзд КХЛ: 2020.

## Статистика
| Легенда | Легенда                    | Легенда | Легенда                   | Легенда | Легенда    |
| ------- | -------------------------- | ------- | ------------------------- | ------- | ---------- |
| И       | Количество проведённых игр | Штр     | Штрафное время            | +/−     | Плюс-минус |
| Г       | Голы                       | П       | Голевые передачи          | О       | Очки       |
| -       | Статистика неизвестна      | —       | Статистика не учитывалась |         |            |

### Международная карьера
| Год                  | Команда              | Соревнование         | Результат            |    | И | Г | А | О | Штр |
| -------------------- | -------------------- | -------------------- | -------------------- | -- | - | - | - | - | --- |
| 2011                 | Финляндия            | ЧМ U-20              | 6-е место            | 6  | 1 | 2 | 3 | 4 |     |
| 2015                 | Финляндия            | ЧМ                   | 6-е место            | 8  | 2 | 0 | 2 | 2 |     |
| 2016                 | Финляндия            | КМ                   | 8-е место            | 2  | 0 | 0 | 0 | 2 |     |
| Всего (осн. сборная) | Всего (осн. сборная) | Всего (осн. сборная) | Всего (осн. сборная) | 10 | 2 | 0 | 2 | 4 |     |